# Cetomya malespinae
Cetomya malespinae is een tweekleppigensoort uit de familie van de Poromyidae. De wetenschappelijke naam van de soort is voor het eerst geldig gepubliceerd in 1903 door Ridewood.